# Prowincja At-Tarif
Prowincja At-Tarif, także: At-Tarf (arab. ولاية الطارف, fr. El-Taref) – jedna z 48 prowincji Algierii, znajdująca się w północno-zachodniej części kraju.